# Ellierode (Bad Gandersheim)
Das Dorf Ellierode ist ein Stadtteil von Bad Gandersheim im Landkreis Northeim in Niedersachsen (Deutschland). Es liegt am Harzrand zwischen dem Äbtissinberg und dem Kühler, etwa 6 km südöstlich der Stadtmitte von Bad Gandersheim.

## Geschichte
Im Jahre 1007 entstand im geschützten Tal Alvungamark der kleine Ort Ellierode.
Damals noch unter dem Namen Alveningarod. Zentral um die heutige St-Stephanus-Kirche herum entstanden die Herren- und in zweiter Reihe die Gesindehäuser. Unter dem Schutz des Jungfrauenstiftes Bad Gandersheim entwickelte sich eine mehrheitlich religiös eingestellte Dorfgemeinschaft. 
Ellierode erhielt gegen Ende des Zweiten Weltkrieges den Beinamen „Das verborgene Dorf“. Als im Frühjahr 1945 die amerikanischen Truppen in Bad Gandersheim einrückten, blieb Ellierode aufgrund seiner Tallage inmitten von Wäldern noch zwei Wochen lang unentdeckt. Erst als ein Flugzeug auf dem Kühler landete, wurden die Amerikaner auf das Dorf aufmerksam. Es waren zwei deutsche Jagdflugzeuge.
Am 1. März 1974 wurde Ellierode in die Stadt Bad Gandersheim eingegliedert.

## Infrastruktur
Im Jahre 1875 wurde in Ellierode die Freiwillige Feuerwehr gegründet. Sie hat bis heute über 25 aktive Mitglieder und noch rund 60 Förderer. Die Feuerwehr als zentraler Verein ist Ausrichter für viele Feierlichkeiten in Ellierode.
Von rund 170 ständig hier lebenden Einwohnern sind mehr als 20 Kinder und Jugendliche. Für die Kinder gibt es einen Spielplatz im Schutz von alten Walnussbäumen. Die älteren Kinder können auf dem Bolzplatz spielen.

## Politik
Gemäß der Hauptsatzung von Bad Gandersheim werden die Ortsteile der Stadt jeweils durch einen Ortsvorsteher vertreten. Aktuell ist N. Baumert in dieser Funktion.